# Ptochophyle conservata
Ptochophyle conservata är en fjärilsart som beskrevs av Walker 1861. Ptochophyle conservata ingår i släktet Ptochophyle och familjen mätare. Inga underarter finns listade.